# Classe Mutsuki
La classe Mutsuki (睦月型駆逐艦, Mutsukigata kuchikukan) est une série de destroyers de 1re classe de la Marine impériale japonaise construite après la Première Guerre mondiale. Chacun des douze navires a reçu le nom poétique traditionnel d'un des mois du calendrier lunaire

## Contexte
Avec l'imposition du Traité de Washington de 1922 de limiter le nombre et la taille du capital ship, l'État-major de la marine impériale japonaise a mis l'accent sur la quantité et la puissance de feu de sa flotte de destroyers pour contrer ce qui était perçu comme la menace croissante de l'US Navy.

Les navires de classe Mutsuki sont une version améliorée de la classe Kamikaze et prennent la place, en fin des années 1930, des navires de classe Minekaze et Kamikaze qui sont retirés de la ligne de front pour être réaffectés à des tâches secondaires.

## Conception
La classe Mutsuki est quasi identique à la conception de la classe Kamikaze, même coque mais avec une double courbure de la proue qui devient un standard pour les destroyers japonais.

Elle est aussi la première classe à être équipée des torpilles Type 8ème Année de 24 pouces (609 mm) ayant une plus grande portée. Elles sont disposées sur deux supports triples sur le pont. Elles seront remplacés par la torpille type 93 Long Lance (automotrice à oxygène).
En septembre 1935, de nombreux navires sont endommagés par un typhon lors d'exercices d'entrainement. Ils sont alors modernisés avec un renforcement de la passerelle et des boucliers des lance-torpilles pour pouvoir être utilisé par tout temps.
De 1941 à 1942, les destroyers sont réaménagés. Deux des quatre canons de 120 mm sont retirés pour être remplacés par 10 canons automatiques AT/AA de 25 mm. L'équipement de mouillage et de déminage est retiré et remplacé par 4 lanceurs de grenade anti-sous-marine avec une réserve de 36 charges.
En juin 1944, les navires survivants passent à 20 canons automatiques AT/AA de 25 mm et un ajout de 4 mitrailleuses Hotchkiss de 13.2 mm.

## Service
Les navires de la classe Mutsuki ont tous combattu pendant la Guerre du Pacifique. Ils ont d'abord participé à la Bataille de l'atoll de Wake en décembre 1941 au cours de laquelle le Kisaragi a été perdu.

Les onze autres ont participé à l'invasion des Philippines puis
des Indes orientales néerlandaises. Lors de la Campagne des îles Salomon Mutsuki, Nagatsuki, Kikuzuki, Mikazuki et Mochizuki ont été perdus durant les missions de ravitaillement des îles appelées Tokyo Express.

Les dernières unités survivantes ont participé à la Campagne de Nouvelle-Guinée dans la même mission Tokyo Express. Yayoi est coulé sous un raid aérien, Fumizuki lors de l'Opération Hailstone
à la base aéro-navale japonaise des Îles Truk.
Dans les dernières étapes de la guerre Uzuki, Satsuki, Yuzuki et Minazuki sont aussi coulés.

## Les unités
| Indicatif | Nom                                                                                       | Chantier naval                                | Quille            | Lancement       | Service           | Fin de carrière | Photo |
| --------- | ----------------------------------------------------------------------------------------- | --------------------------------------------- | ----------------- | --------------- | ----------------- | --- | ----- |
| DD-19     | Mutsuki (睦月, "Lune de l'affection" (Nom traditionnel japonais pour Janvier)             | Arsenal naval de Sasebo                       | 21 mai 1924       | 23 juillet 1925 | 25 mars 1926      | Coulé le 25 août 1942 par des Boeing B-17 Flying Fortress, à 40 milles (64 km) au nord-est de l'ile de Santa Isabel, à la position 7° 47′ S, 160° 13′ E. Rayé des registres de la Marine le 1er octobre 1942. |       |
| DD-21     | Kisaragi (如月, "lune du changement de vêtement" (Nom traditionnel japonais pour Février) | Arsenal naval de Maizuru                      | 3 juin 1924       | 5 juin 1925     | 21 décembre 1925  | Coulé le 11 décembre 1941 par une attaque de Grumman F4F Wildcat (VMFA-211) à 30 milles (48 km) au sud-ouest de l'Ile de Wake, à la position 18° 55′ N, 166° 17′ E. Rayé des registres de la Marine le 15 janvier 1942. |       |
| DD-23     | Yayoi (弥生, "Lune du printemps" (Nom traditionnel japonais pour mars)                    | Compagnie des docks d'Uraga                   | 11 janvier 1924   | 11 juillet 1925 | 28 août 1926      | Coulé le 11 septembre 1942 par une attaque conjointe de Boeing B-17 Flying Fortress et North American B-25 Mitchell à 8 milles marins (14,816 km) au nord-est de l'Ile de Vakuta, à la position 8° 45′ S, 151° 25′ E. Rayé des registres de la Marine le 20 octobre 1942.                                                  |       |
| DD-25     | Uzuki (卯月, "Lune du U-no-hana" (Nom traditionnel japonais pour avril)                   | Ishikawajima-Harima Heavy Industries Co., Ltd | 11 janvier 1924   | 15 octobre 1925 | 14 septembre 1926 | Torpillé le 12 décembre 1944 par les PT boats PT-490 et PT-492, à 80 milles marins (148,16 km) au nord-est de Cebu, à la position 11° 03′ N, 124° 23′ E. Rayé des registres de la Marine le 10 janvier 1945. |       |
| DD-27     | Satsuki (皐月, "Lune rapide" (Nom traditionnel japonais pour mai)                         | Chantiers navals Fujinagata                   | 1er décembre 1924 | 15 mars 1925    | 15 novembre 1925  | Coulé par un raid aérien des appareils de la Task Force 38, le 21 septembre 1944 dans la baie de Manille, à la position 15° 35′ N, 120° 55′ E. Rayé des registres de la Marine le 10 novembre 1944. |       |
| DD-28     | Minazuki (水無月, "Lune de l'eau" (Nom traditionnel japonais pour juin)                   | Compagnie des docks d'Uraga                   | 24 mars 1924      | 25 mars 1926    | 22 mars 1927      | Torpillé le 6 juin 1944 par l'USS Harder, au large de Tawi-Tawi , à la position 4° 05′ N, 119° 30′ E. Rayé des registres de la Marine le 10 aout 1944. |       |
| DD-29     | Fumizuki (文月, "Lune livre" (Nom traditionnel japonais pour juillet)                     | Chantiers navals Fujinagata                   | 20 octobre 1924   | 16 février 1926 | 3 juillet 1926    | Coulé le 18 février 1944 par une attaque de Grumman TBF Avenger près des îles Truk, à la position 7° 24′ N, 151° 44′ E. Rayé des registres de la Marine le 31 mars 1944. |       |
| DD-30     | Nagatsuki (長月, "Longue lune" (Nom traditionnel japonais pour septembre)                 | Ishikawajima-Harima Heavy Industries Co., Ltd | 16 avril 1925     | 6 octobre 1926  | 30 avril 1927     | Gravement endommagé durant la bataille du golfe de Kula et finalement détruit par un raid aérien le 6 juillet 1943 alors qu'il était échoué sur l'ile de Kolombangara (8° 02′ S, 157° 12′ E). Rayé des registres de la Marine le 1er octobre 1943.                                                                         |       |
| DD-31     | Kikuzuki (菊月, "Lune de chrysanthème")                                                   | Arsenal naval de Maizuru                      | 15 juin 1925      | 15 mai 1926     | 20 novembre 1926  | Torpillé par les avions de l'USS Yorktown le 4 mai 1942 (Opération Mo) mais réussit à être remorqué pour s’échouer sur la plage de Gavutu, à la position 9° 07′ S, 160° 12′ E. Rayé des registres de la Marine le 25 mai 1942. Renfloué par l'USS Prometheus, peu après la prise de Tulagi.                                |       |
| DD-32     | Mikazuki (三日月, "Croissant de lune")                                                    | Arsenal naval de Sasebo                       | 21 août 1925      | 12 juillet 1926 | 5 mai 1927        | S'échoue sur un récif du Cape Gloucester (Pointe de ile de Nouvelle-Bretagne) le 27 juillet 1943 (5° 27′ S, 148° 25′ E) alors qu'il transporte des troupes à destination de Tuluvu. Il est finalement détruit par des North American B-25 Mitchell le lendemain matin. Rayé des registres de la Marine le 15 octobre 1943. |       |
| DD-33     | Mochizuki (望月, "Pleine lune")                                                           | Compagnie des docks d'Uraga                   | 23 mars 1926      | 28 avril 1927   | 31 octobre 1927   | Coulé le 24 octobre 1943 par une attaque de Consolidated PBY Catalina dans la Baie de Jacquinot (Ile de Nouvelle-Bretagne), à la position 5° 41′ N, 151° 40′ E. Rayé des registres de la Marine le 5 janvier 1944. |       |
| DD-34     | Yūzuki (夕月, "Lune du soir")                                                             | Chantiers navals Fujinagata                   | 27 novembre 1926  | 4 mars 1927     | 25 juillet 1927   | Coulé le 12 août 1944 par des appareils de l'USMC, à 65 milles marins (120,38 km) au nord-est de Cebu, à la position 11° 20′ N, 124° 10′ E. Rayé des registres de la Marine le 10 janvier 1945. |       |